# Isodesmische Reaktionen
Isodesmische Reaktionen bezeichnen chemische Reaktionen, bei welchen die Art und Anzahl der Bindungen erhalten bleibt.
Bei der theoretischen Vorhersage von Reaktionsenergien fallen Fehler in den Rechenmethoden stärker ins Gewicht, da es sich bei Reaktionsenergien um betragsmäßig kleine Größen handelt, verglichen mit den Energien, aus deren Differenz sie sich ergeben. Systematische Fehler heben sich bei der Bildung von Differenzen im Allgemeinen auf. Somit ist es in der Theoretischen Chemie sinnvoll, Reaktionen nach der Art des systematischen Fehlers zu charakterisieren, dessen Einfluss bei der Berechnung der Reaktionsenergie vernachlässigt werden kann.

## Definition
Bei einer isodesmischen (bindungserhaltenden) Reaktion bleibt die Art und Anzahl der Bindungen konstant.
Isodesmische Reaktionen sind eine Teilmenge der isogyrischen Reaktionen.
Beispiel:
{\displaystyle \mathrm {H_{3}COCH_{3}+H_{2}O\longrightarrow 2CH_{3}OH} }